# سیرک (آلبوم بریتنی اسپیرز)
سیرک (انگلیسی: Circus) ششمین آلبوم استودیویی خواننده آمریکایی بریتنی اسپیرز است، که در ۲ دسامبر ۲۰۰۸ (بیست و هفتمین زادروز اسپیرز)، توسط جایو رکوردز منتشر شد. به دنبال تغییر سبک «تاریک‌تر و اربن‌تر» پنجمین آلبوم استودیویی او بلک‌اوت (۲۰۰۷)، اسپیرز می‌خواست پروژه بعدی خود را «کمی سبک‌تر» کند. او در طول تابستان ۲۰۰۸، پس از اینکه کشمکش‌های شخصی بسیار عمومی‌شده، او را در اوایل همان سال تحت یک محافظه‌کار موقت قرار داد، آلبوم را ضبط کرد. لری رودالف و تریزا لبابرا واتیز به عنوان مدیر اجرایی تولید، تعدادی تهیه‌کننده از جمله همکار دیرینه اسپیرز، مکس مارتین و دنجا را به خدمت گرفتند. تلاش آنها منجر به ایجاد یک آلبوم پاپ و رقص با تأثیرات از اربن شد.
این آلبوم در اولین هفته عرضه به فروش بالای ۵۰۰ هزار نسخه‌ای دست یافت و از این منظر آلبومی موفق برای اسپیرز محسوب می‌گردد و توانسته بیش از ۷ میلیون نسخه به فروش برساند.

## لیست آهنگ‌ها
| شماره | نام                  | نویسنده(ها)                                                    | کارگردانان                    | مدت  |
| ----- | -------------------- | -------------------------------------------------------------- | ----------------------------- | ---- |
| ۱.    | «زن‌باره»             | نیکشا بریسکو، رافائل آکینیمی                                   | بریسکو، اوت سایدرز            | ۳:۴۳ |
| ۲.    | «سیرک»               | لوکاس گاتورد، کلودی کلی، بنجامین لوین                          | دکتر لوک، بنی بلانکو          | ۳:۱۲ |
| ۳.    | «از همه چی بریدن»    | شلی پیکن، آرندور بیرگیسن، وین هکتور                            | گای سایورس                    | ۳:۵۴ |
| ۴.    | «چراغ‌ها رونابود کن»  | ناتانیل هیلز، جیمز واشینگتن، لوک بوید، مارسلا آرایکا           | Danja                         | ۳:۵۹ |
| ۵.    | «شیشه شکسته»         | گاتوورد، کلی، لوین                                             | دکتر لوک، بنی بلانکو          | ۲:۵۳ |
| ۶.    | «اگر دنبال امی هستی» | مکس مارتین، Shellback, سون کوتچا، آلکساندر کلونرند             | مکس مارتین                    | ۳:۳۷ |
| ۷.    | «تو غیرعادی»         | کریستین کارلسون، پانتوس وینبرگ، هنریک جونبک، کاشیا لوینگسون    | Bloodshy & Avant              | ۴:۲۳ |
| ۸.    | «بلور»               | هیلز، استیسی بارس، آریکا                                       | Danja                         | ۳:۰۹ |
| ۹.    | «ممم بابا»           | بریتنی اسپیرز، هنری والتر، آدرین گوچ، پیتر جان-کر، نیکول موریر | Let's Go To War               | ۳:۲۲ |
| ۱۰.   | «مجسه چوبی»          | اسپیرز، هاروی میسون جونیور. راب ناکس، جیمز فانتلری             | هاروی میسون جونیور., راب ناکس | ۴:۰۶ |
| ۱۱.   | «توری و چرم»         | گاتورد، لوین، فرانکی استورم، رونی جکسون                        | دکتر لوک                      | ۲:۴۸ |
| ۱۲.   | «عزیزم»              | اسپیرز، سایورس                                                 | سایورس                        | ۳:۲۰ |